# Mueang Nongbua Lamphu (huyện)
Mueang Nongbua Lamphu (tiếng Thái: เมืองหนองบัวลำภู, phiên âm: Mường Noọng-bua Lăm-phu) là huyện thủ phủ (Amphoe Mueang) của Tỉnh Nongbua Lamphu, đông bắc Thái Lan.

## Địa lý
Các huyện giáp ranh (từ phía nam theo chiều kim đồng hồ) là Non Sang, Si Bun Rueang, Na Klang của Tỉnh Nongbua Lamphu, Kut Chap và Nong Wua So của tỉnh Udon Thani.

## Hành chính
Huyện này được chia thành 15 phó huyện (tambon), các đơn vị này lại được chia ra thành 172 làng (muban). Tại xã (thesaban mueang) Nong Bua Lam Phu nằm trên một phần của the tambon Nong Bua, Pho Chai và toàn bộ tambon Lam Phu. Có ba thị trấn (thesaban tambon) - Hua Na, Na Mafueang và Na Kham Hai mỗi đơn vị nằm trên một tambon cùng tên. Có 13 Tổ chức hành chính tambon.
| STT | Tên           | Tên tiếng Thái | Số làng | Dân số |  |
| --- | ------------- | -------------- | ------- | ------ |  |
| 1.  | Nong Bua      | หนองบัว         | 15      | 12.733 |  |
| 2.  | Nong Phai Sun | หนองภัยศูนย์      | 10      | 6.633  |  |
| 3.  | Pho Chai      | โพธิ์ชัย          | 12      | 5.595  |  |
| 4.  | Nong Sawan    | หนองสวรรค์      | 9       | 6.944  |  |
| 5.  | Hua Na        | หัวนา           | 16      | 9.937  |  |
| 6.  | Ban Kham      | บ้านขาม         | 13      | 9.715  |  |
| 7.  | Na Mafueang   | นามะเฟือง       | 10      | 9.432  |  |
| 8.  | Ban Phrao     | บ้านพร้าว        | 15      | 9.434  |  |
| 9.  | Non Khamin    | โนนขมิ้น         | 10      | 7.824  |  |
| 10. | Lam Phu       | ลำภู            | 12      | 9.674  |  |
| 11. | Kut Chik      | กุดจิก           | 11      | 11.538 |  |
| 12. | Non Than      | โนนทัน          | 10      | 6.932  |  |
| 13. | Na Kham Hai   | นาคำไฮ         | 11      | 10.651 |  |
| 14. | Pa Mai Ngam   | ป่าไม้งาม        | 11      | 8.437  |  |
| 15. | Nong Wa       | หนองหว้า        | 7       | 4.613  |  |